# Abderrahmane Hamza
Pour les articles homonymes, voir Hamza.
Abderrahmane Hamza, né le 19 février 1992, est un coureur cycliste algérien.

## Palmarès et résultats

### Palmarès sur route
- 2012
  -  Champion arabe du contre-la-montre par équipes[n 3]
- 2014
  - 2e étape du Tour de Sidi Bel Abbès
- 2016
  - 1re étape du Grand Prix du Chahid Didouche Mourad
  - 1re étape du Grand Prix du Chahid de Mascara
  - 3e étape du Tour du Sénégal
  - 2e du Grand Prix du Chahid Didouche Mourad
  - 2e du Grand Prix du Chahid de Mascara
  - 2e du Tour du Sénégal
- 2017
  -  Contre-la-montre par équipes aux championnats arabes des clubs[n 4],[1]
  - 3e étape du Tour de Aïn Defla
  - Tour de Mostaganem
  - 3e du championnat d'Algérie sur route
- 2018
  - 1re étape du Tour d'Algérie
  - 2e du Grand Prix de la Pharmacie Centrale
  - 2e du Tour du Sénégal

### Classements mondiaux
| Année           | 2013 | 2014 | 2015 | 2016 | 2017 | 2018 |
| --------------- | ---- | ---- | ---- | ---- | ---- | ---- |
| UCI Africa Tour | 188e |      | 93e  | 40e  | 54e  | 19e  |

### Palmarès sur piste

#### Championnats d'Afrique
- Casablanca 2016
  -  Médaillé d'argent de la poursuite par équipes
  -  Médaillé de bronze du scratch